# Siats
Siats (podle lidožravého netvora v mytologii indiánského kmene Ute) byl rod velkého teropodního dinosaura, který žil v době před asi 98 miliony let (stupeň cenoman) na území dnešního Utahu (USA). Fosilie tohoto dravého teropoda z čeledi Neovenatoridae byly objeveny a vykopány v průběhu let 2008 až 2010 v sedimentech geologického souvrství Cedar Mountain. Výzkumy ukazují, že teropodi měli v tomto souvrství své potravní niky dobře rozdělené.

## Popis
Siats byl obřím teropodem s odhadovanou délkou kolem 11,9 metru a hmotností asi 4 tuny. Je tak jedním z největších teropodů známých ze Severní Ameriky, velikostně srovnatelný s rody Acrocanthosaurus nebo Saurophaganax. Objevený jedinec navíc nebyl plně dospělý a mohl tedy dorůst ještě větší velikosti. Holotyp nese označení FMNH PR 2716 a nachází se ve Fieldově muzeu v Chicagu. Jedná se o nekompletní kostru, objevenou roku 2008 při expedici zmíněného muzea do terénu v oblasti kraje Emery County v Utahu.
Blízce příbuznými rody byly například africký Veterupristisaurus a evropský Lusovenator.